# Langstonia
Langstonia (що означає «[крокодил] Ленгстона», на честь палеонтолога Ванна Ленгстона-молодшого) — вимерлий рід крокодиломорфів родини Sebecidae. Він жив у середньому міоцені (зокрема, в Лавентанській епосі наземних ссавців), у «мавпячих ложах» колумбійської формації Вільявієха. Назва Langstonia була названа в 2007 році Альфредо Паолілло та Омаром Лінаресом за скам’янілості, спочатку описані Ленгстоном у 1965 році як Sebecus huilensis. Отже, типовим видом є L. huilensis(Paolillo та Linares, 2007).

## Палеобіологія

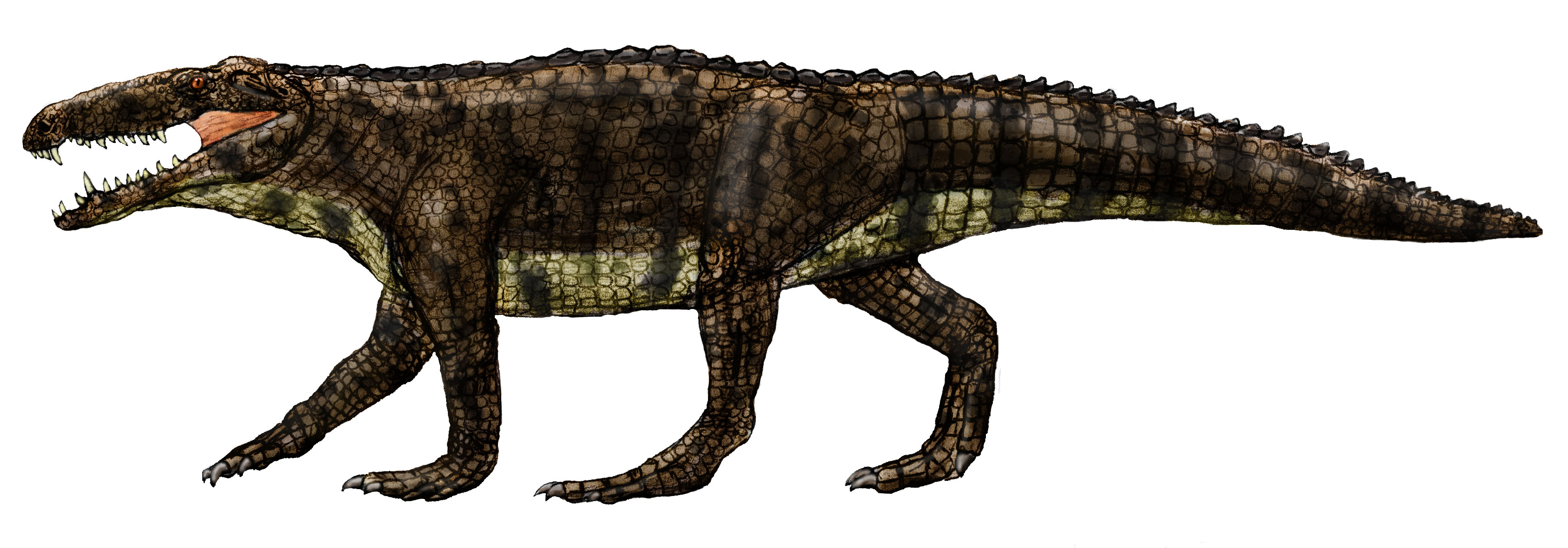
Реставрація

Через фрагментарність загальновідомих останків цієї родини можна описати лише деякі загальні аспекти зовнішнього вигляду та біології Langstonia. Викопний тип цього виду більший за Sebecus icaeorhinus зі щелепами та зубами ще більш сплощеними, хоча його загальні пропорції нагадують цей вид, що свідчить про те, що їх череп був би вищим і сплощеним з боків, на відміну від сучасних крокодилів, які зазвичай мають горизонтально сплощений череп з конічними зубами. Зуби зифодонтоподібні, з дуже сплощеними боками, злегка загнутими назад і з зубчастими краями з невеликими зубчиками, а також без будь-яких борозенок на поверхні. Цей тип зубів зустрічається у близьких родичів себецид, пейрозаврид і баурусухид крейдяного періоду та деяких крокодилів кайнозою (Pristichampsidae та деяких Mekosuchinae). Ці форми були наземними тваринами, які використовували свої зуби, щоб різати і розривати свою здобич, тому що традиційний метод захоплення крокодилів, використовуючи силу тиску, щоб утримати і втопити своїх жертв, нежиттєздатний на суші; ці крокодиломорфи також мали більш подовжені кінцівки, жорстку спину, ідеальну для утримання ваги та сили для бігу. Ленгстон уже припустив, що ці зуби свідчать про те, що ця тварина має більше наземних звичок, ніж сучасні види та крокодили міоцену(Langston, 1965, с. 134—135). Басбі припустив, що той факт, що його череп був високий, означав, що ці тварини прагнуть не чинити тиску під час укусу нескінченно довго, а робити порізи, а потім швидко повертати назад, щоб кровотеча повільно послаблювала їхню здобич, щоб пожерти, подібно до того, подібно до сучасного дракона Комодо, отже приймаючи стратегію переслідування в районах, куди часто переміщується здобич(Busbey, 1986, с. 27).
Оскільки у фауні Ла-Венти, хоча і були деякі великі ссавці-хижаки (спарасодонти, Lycopsis longirostrus і Dukecynus), жоден з них не прирівнювався за розміром до тодішніх крокодиломорфівArgot, (2004, с. 513) і ці себециди, ймовірно, були головними наземними хижаками в їхній екосистемі. Клімат був теплим і вологим із сильними опадами та періодами посухи, які не тривали більше 3–4 місяців, складаючись із вододілів, лісів і деяких прилеглих ділянок відкритих луків, де Langstonia міг би полювати на велику різноманітність видів, що належать до мегафауни(Kay та Madden, 1997, с. 534—535).
Зникнення системи великих річок озерної системи Амазонки і поступове підняття Анд спричинили серйозні екологічні зміни в Південній Америці в середині міоцену. Останні себециди, Langstonia та Barinasuchus, ймовірно, були головними хижаками у своєму середовищі, і, як наслідок, вони були б особливо сприйнятливі до екологічних змін, які спричинили вимирання інших ліній, зокрема копитних ссавців (таких як групи Astrapotheria, Leontiniidae, Adianthidae та Notohippidae), що призвело до вимирання останніх крокодиломорфів нотозухій у світі(Riff та ін., 2012, с. 29)(Prevosti, Forasiepi та Zimicz, 2013, с. 20).